# Wieprza
A Wieprza (kasub nyelven Wieprzô, német nyelven Wipper) egy folyó Észak-Lengyelországban, közvetlenül a Balti-tengerbe ömlik. Hossza 140,3 km, vízgyűjtő területe 2172,7 km². Bytówi-tóvidékben ered, Polanówi-fennsíkon és Koszalini-tengerparton keresztül folyik.

## Útja
A Wieprza a Kołoleż-tóból, Miásztkó község területén 170 m magasan ered. Más források szerint a Wieprza a Białe-tóból ered. A felső szakaszán több kisebb tavon folyik át. A Balti-tengerbe Darłowo tengerparti részében Darłówkóban ömlik.

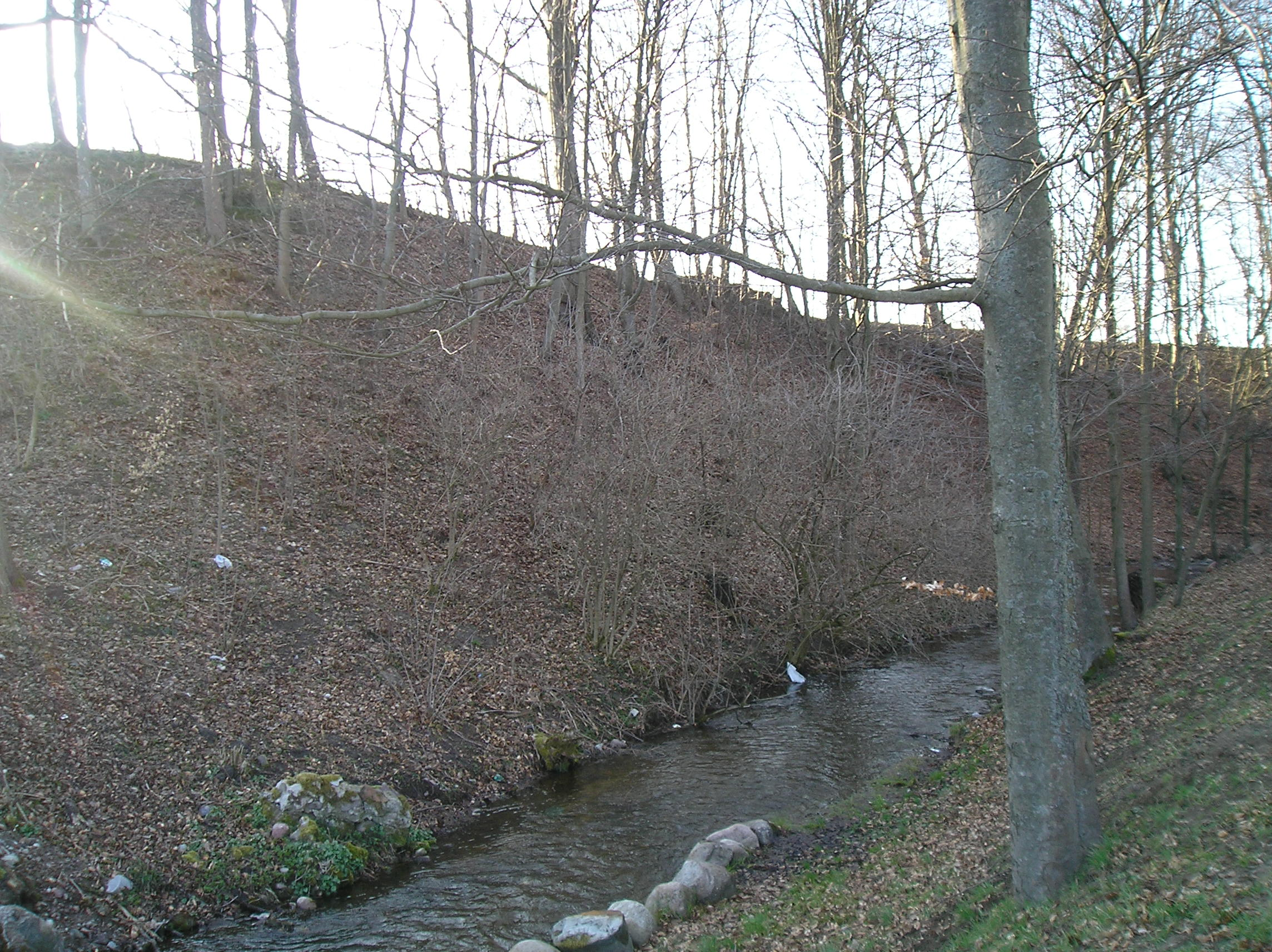
A Wieprza Wałdowoban, Miásztkó közelében

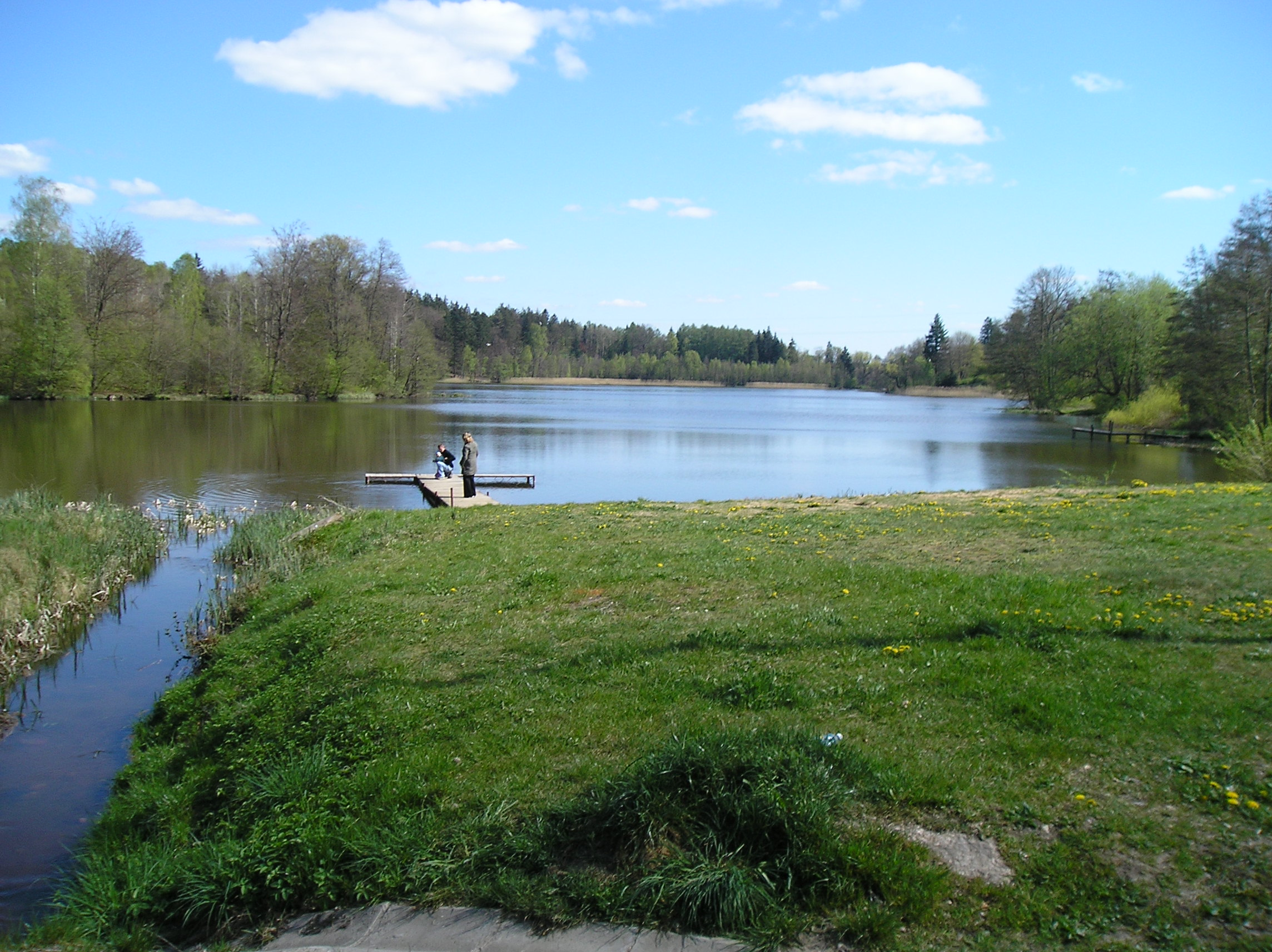
A Wieprza kifelé folyik a Wałdowskie Wielkie-tóból

## Vízierőművek
- Biesowice
- Kępka
- Kępice[3]

## Folyómenti városok
- Kępice
- Sławno
- Darłowo

## Fontosabb mellékfolyói
- Studnica
- Moszczenica
- Grabowa

A Wieprza torkolati szakaszán Darłowoi kikötő található.
A folyó a lengyel Pomeránia egyik legismertebb kajakútvonala.

## Fordítás
Ez a szócikk részben vagy egészben  a   Wieprza című lengyel Wikipédia-szócikk ezen változatának fordításán alapul.  Az eredeti cikk szerkesztőit annak laptörténete sorolja fel. Ez a jelzés csupán a megfogalmazás eredetét és a szerzői jogokat jelzi, nem szolgál a cikkben szereplő információk forrásmegjelöléseként.